# 蜜蜂三
蜜蜂三 (α Mus/苍蝇座α)是位于南天拱极星座苍蝇座的恒星。视星等2.69，它是苍蝇座的最亮星。根据视差测量，该星距离地球大约315光年。
恒星分类B2V-IV，随着核心的氢正在慢慢耗尽，该星将会逐渐演化离像是太阳的主序星成为次巨星。它比太阳大，有8倍太阳质量和5倍太阳半径。其光度是太阳的4,520倍，温度为21,900K，表面呈蓝-白色。
蜜蜂三是一颗仙王座β型变星。它自转相当快速，投影恒星自转速度为114km/s，估计年龄大约1800万年。
该星是天蝎-半人马星协中下半人马-南十字次分群的成员，是距离太阳最近的OB星协。蜜蜂三的本动速度为10km/s，虽然比较高，但还不足以被认为是逃逸星。